# Târgu Secuiesc
Târgu Secuiesc (en hongrois : Kézdivásárhely, en allemand : Szekler Neumarkt) est une ville roumaine située en Transylvanie, dans le Pays sicule. La ville, qui se trouve dans le județ de Covasna, est l'un des centres historiques et culturels du pays des Sicules.

## Toponymie
La ville a été mentionnée pour la première fois en 1407 sous le nom de Torjawasara, ce qui signifie en hongrois « marché de Torja » (Torja est le nom d’un ruisseau proche et est aussi le nom hongrois du village voisin Turia). À l’origine, le nom hongrois Kézdivásárhely était également utilisé en roumain sous la forme Chezdi-Oșorheiu, mais il a été modifié en Tîrgu Secuiesc (maintenant orthographié Târgu Secuiesc) après l’adhésion à la Roumanie en 1920 en vertu du traité de Trianon.
Le nom de Kézdivásárhely peut se décomposer en deux parties :
1. Kézdi signifiant de Kézd (la ville est située sur l'ancien comté Kézdi construit par les Sicules de Kézd au XIIe siècle),
2. Vásárhely signifiant place du marché.

## Histoire
Son statut de bourg remonte au Moyen Âge. La ville a été reprise par la Hongrie pendant la Seconde Guerre mondiale. Une petite communauté juive a été créée dans les années 1880. Ils étaient au nombre de 66 en 1920. En mai 1944, les autorités hongroises envoyèrent leurs membres dans le ghetto de Sfântu Gheorgheet les déportèrent au camp de concentration d’Auschwitz le mois suivant. La souveraineté a été restituée à la Roumanie après la guerre.

## Populations
- En 1910 (la ville fait alors partie du comté Háromszék (Trois sièges) du royaume de Hongrie) :
  - 6 079 habitants, dont 5 970 (98,2 %) ayant le hongrois comme langue maternelle, 50 (0,8 %) ayant le roumain comme langue maternelle, 59 (1,0 %) ayant une autre langue maternelle.
- En 1990 : 23 600 habitants
- En 1992 : 20 998 habitants
- En 2002 : 20 488 habitants.
- En 2011 : 18 491 habitants, dont 91,1 % de Hongrois, 7,2 % de Roumains et 1,6 % de Roms.

## Politique
| Période | Période | Identité      | Étiquette | Qualité |
| ------- | ------- | ------------- | --------- | ------- |
| 2008    | 2012    | Rácz Károly   | PCM       |         |
| 2012    |         | Tiberiu Bokor | UDMR      |         |

## Jumelages
- Gyöngyös (Hongrie) depuis 1992,
- Hatvan (Hongrie) depuis 1990,
- Kisvárda (Hongrie) depuis 1990,
- Maassluis (Pays-Bas) depuis 1998
- Mezőhegyes (Hongrie) depuis 1991,
- Mezőkövesd (Hongrie) depuis 1996,
- Nagyatád (Hongrie) depuis 1999,
- Paks (Hongrie),
- Szentendre (Hongrie) depuis 1990.

## Galerie de photos

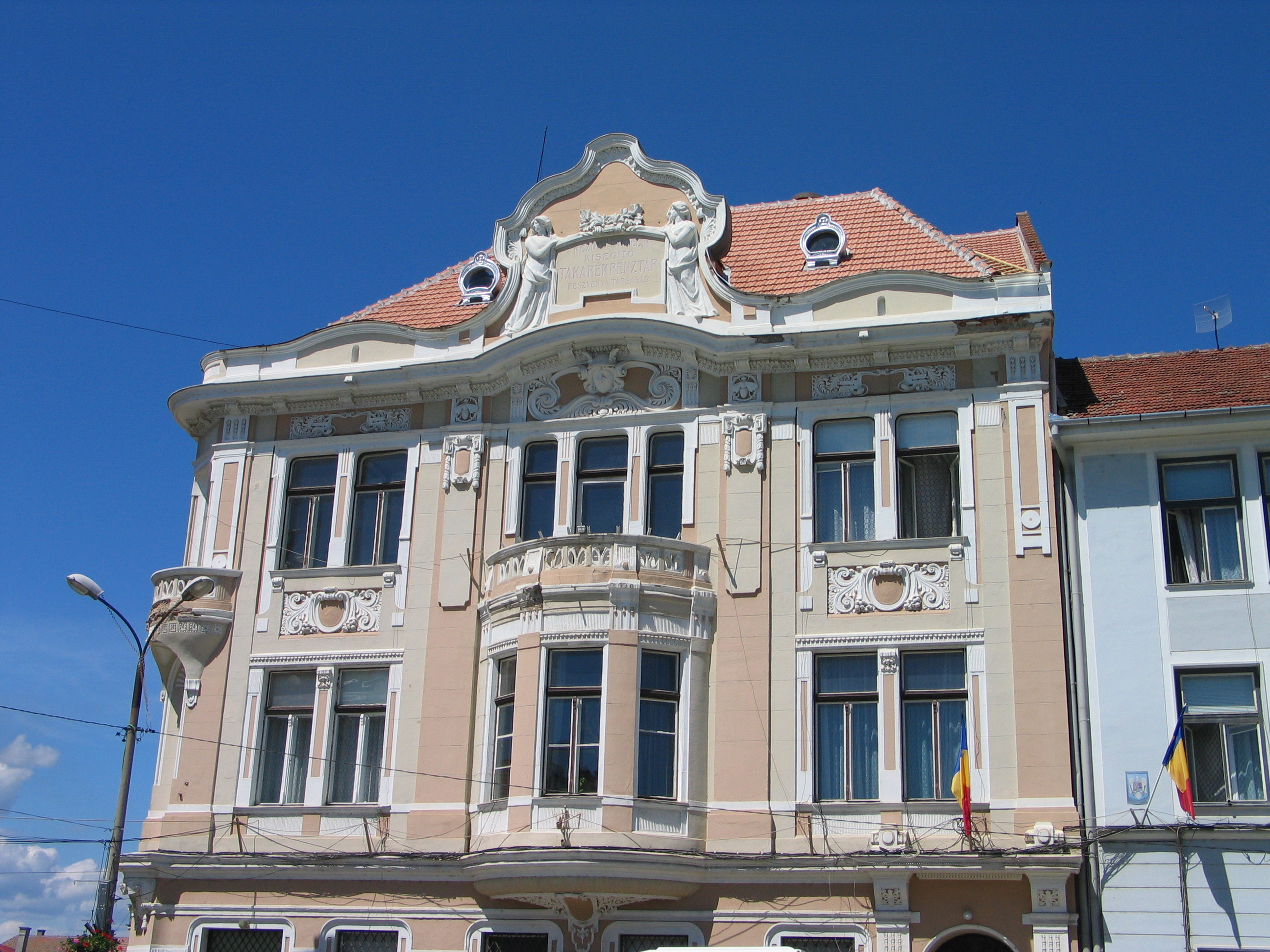
Mairie
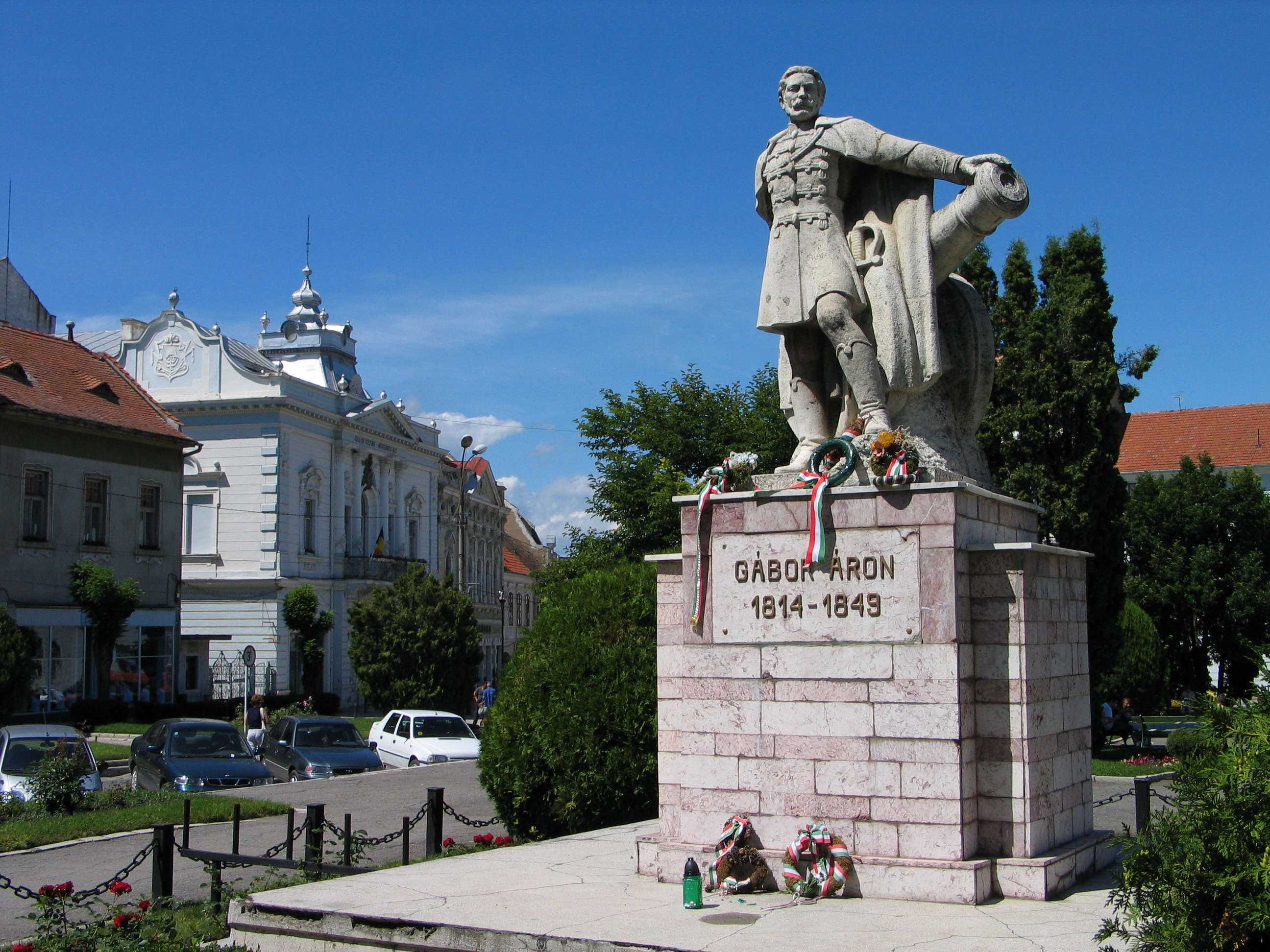
Statue de Gábor Áron
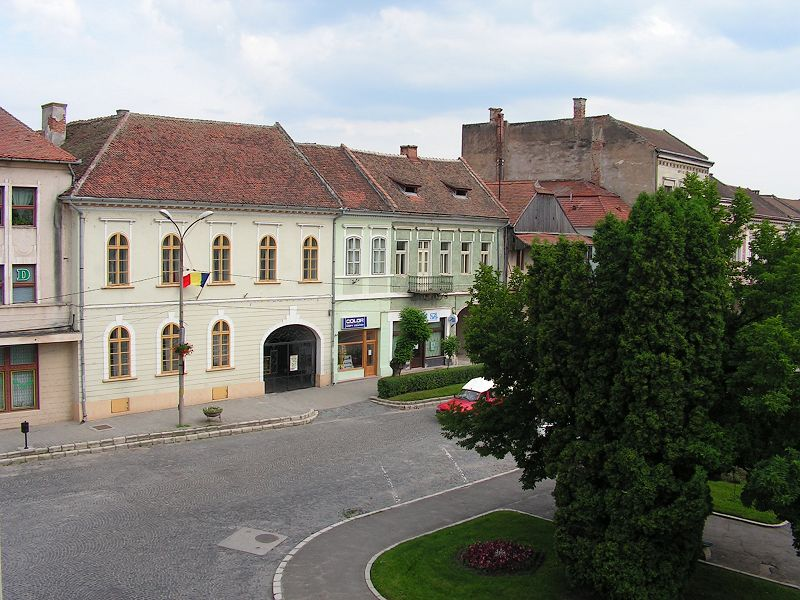
Centre-ville
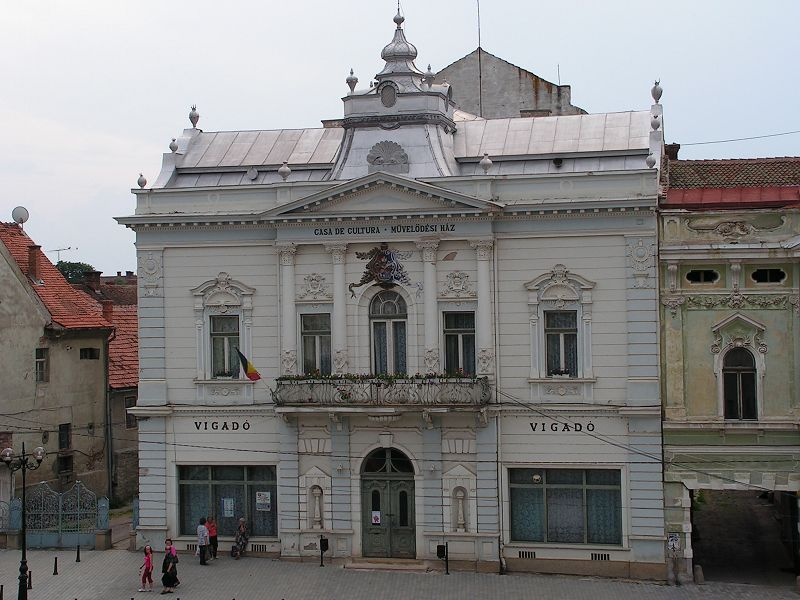
Maison de la culture
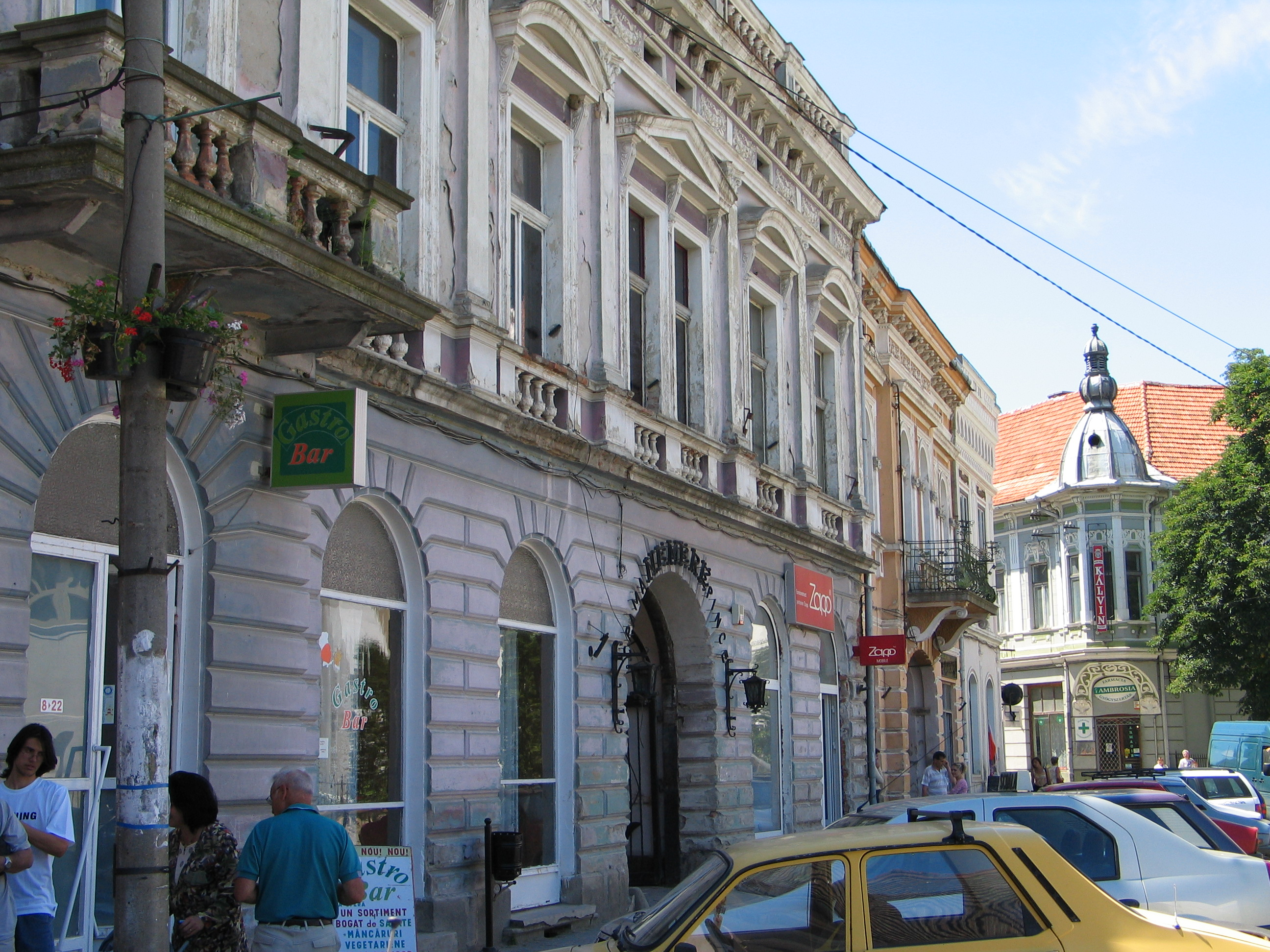
Place centrale
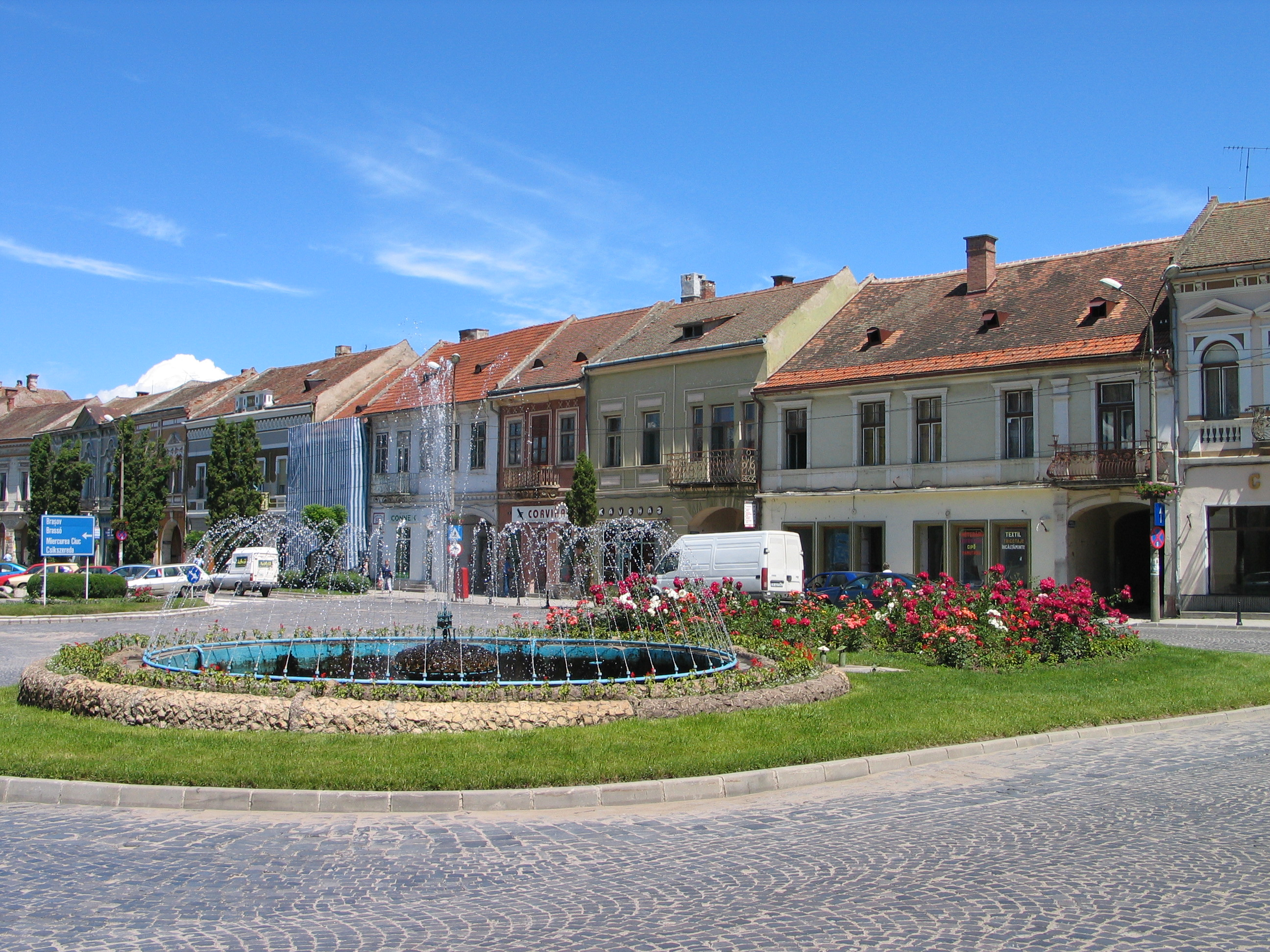
Place centrale
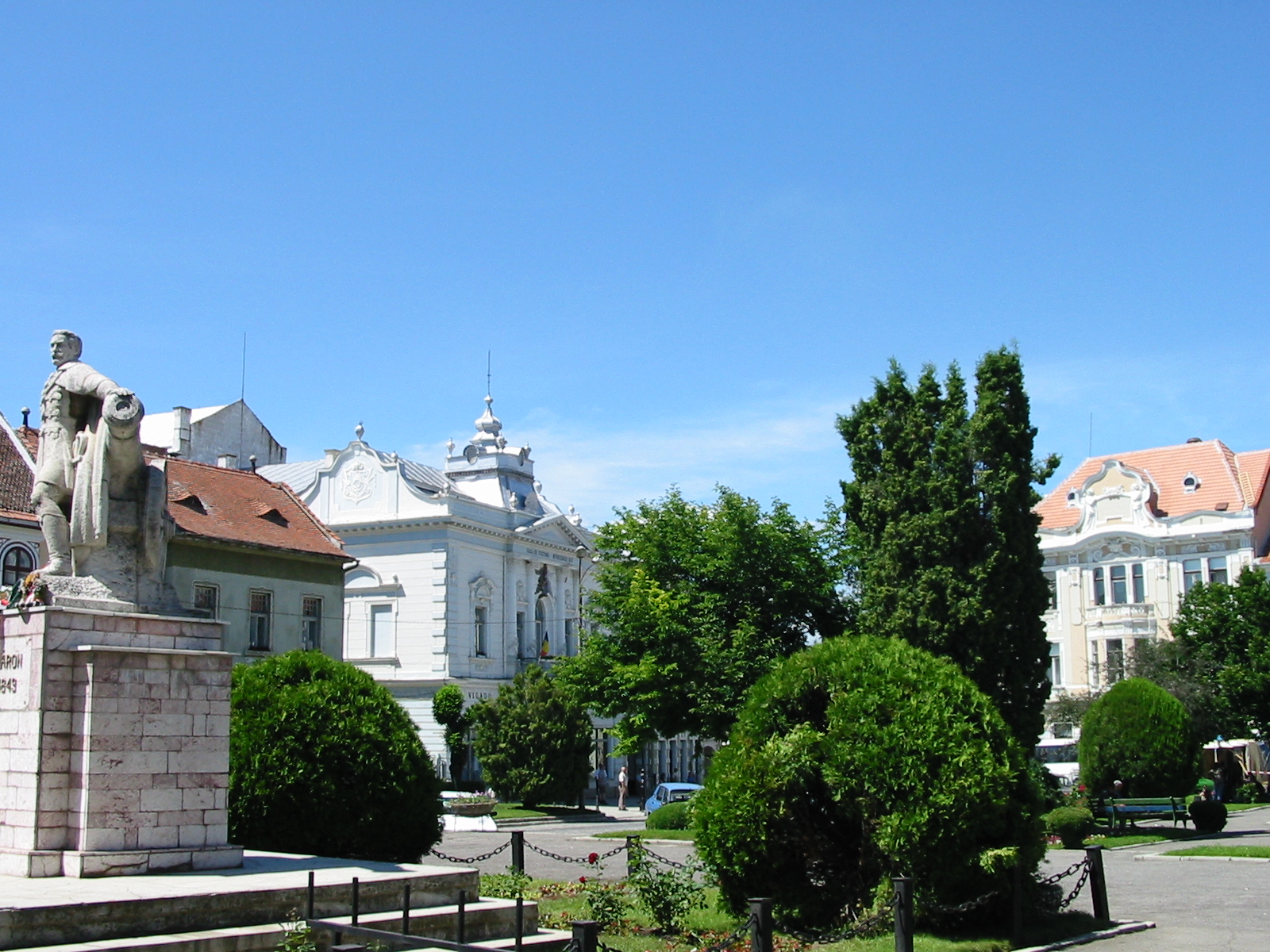
Place centrale
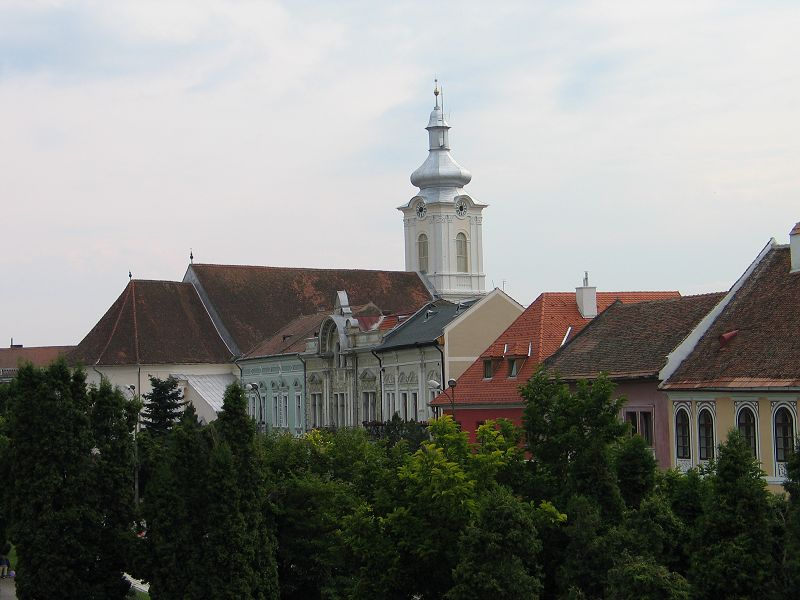
Église protestante
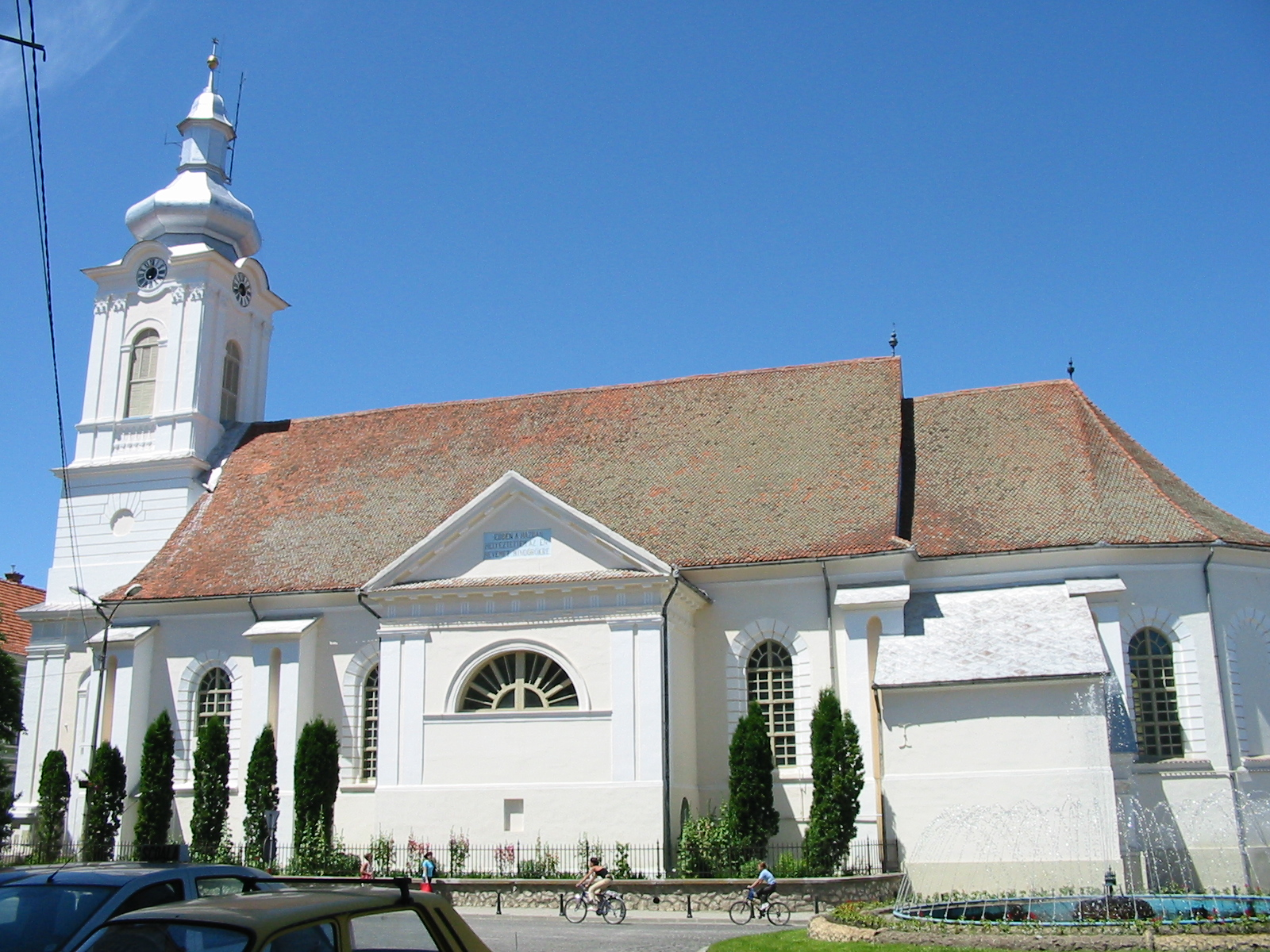
Église protestante
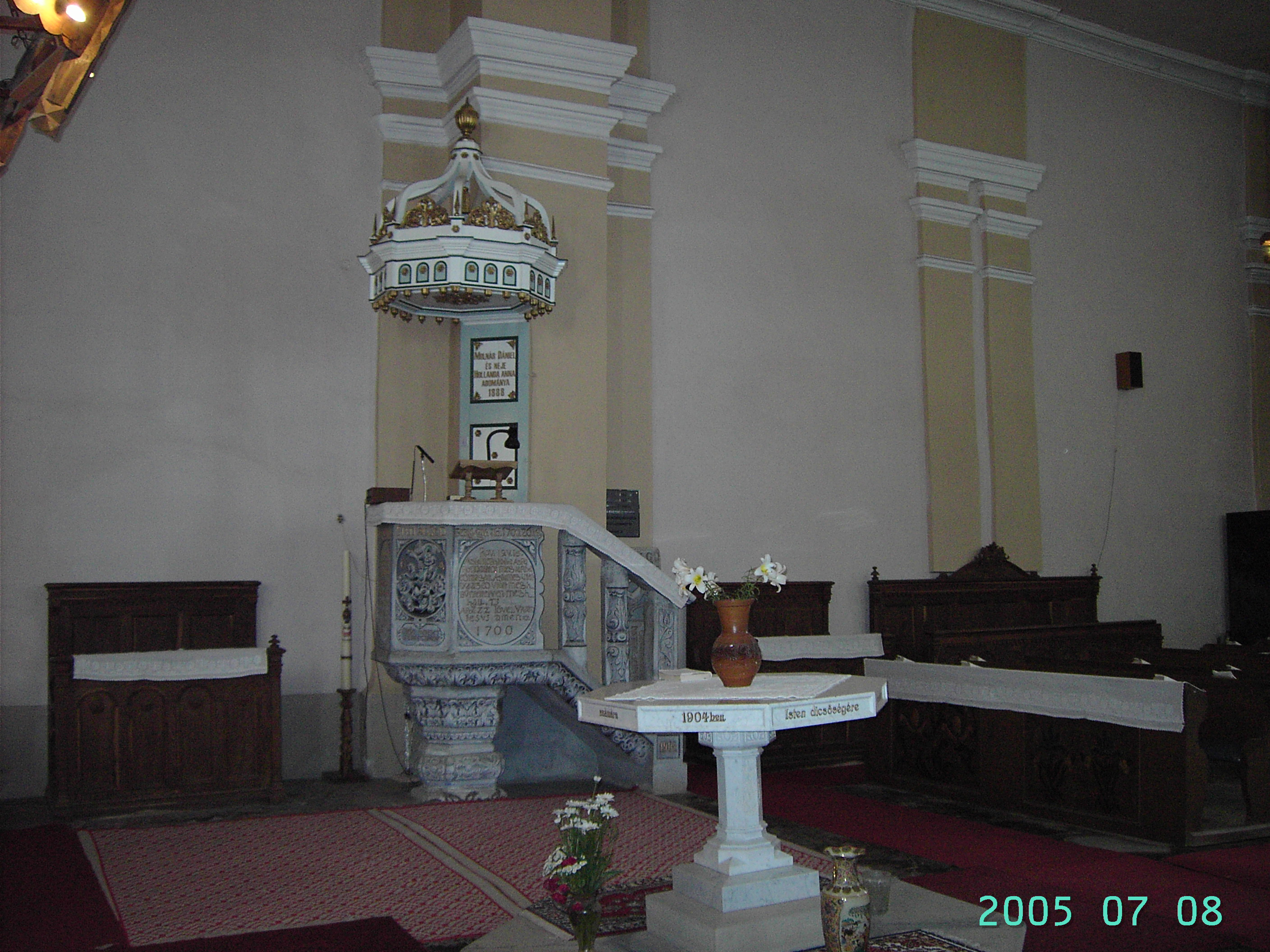
Église protestante
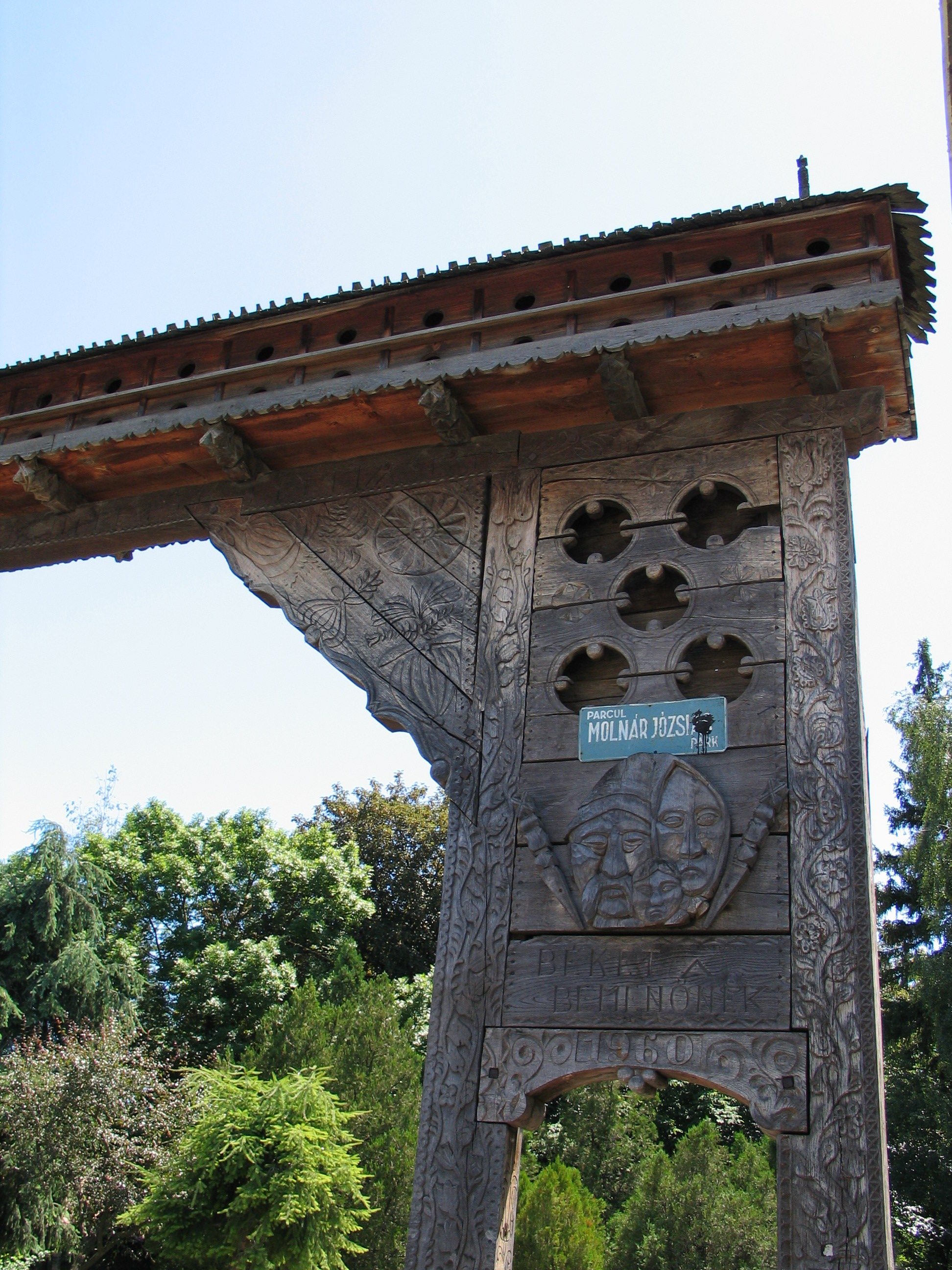
Porte typique des Sicules
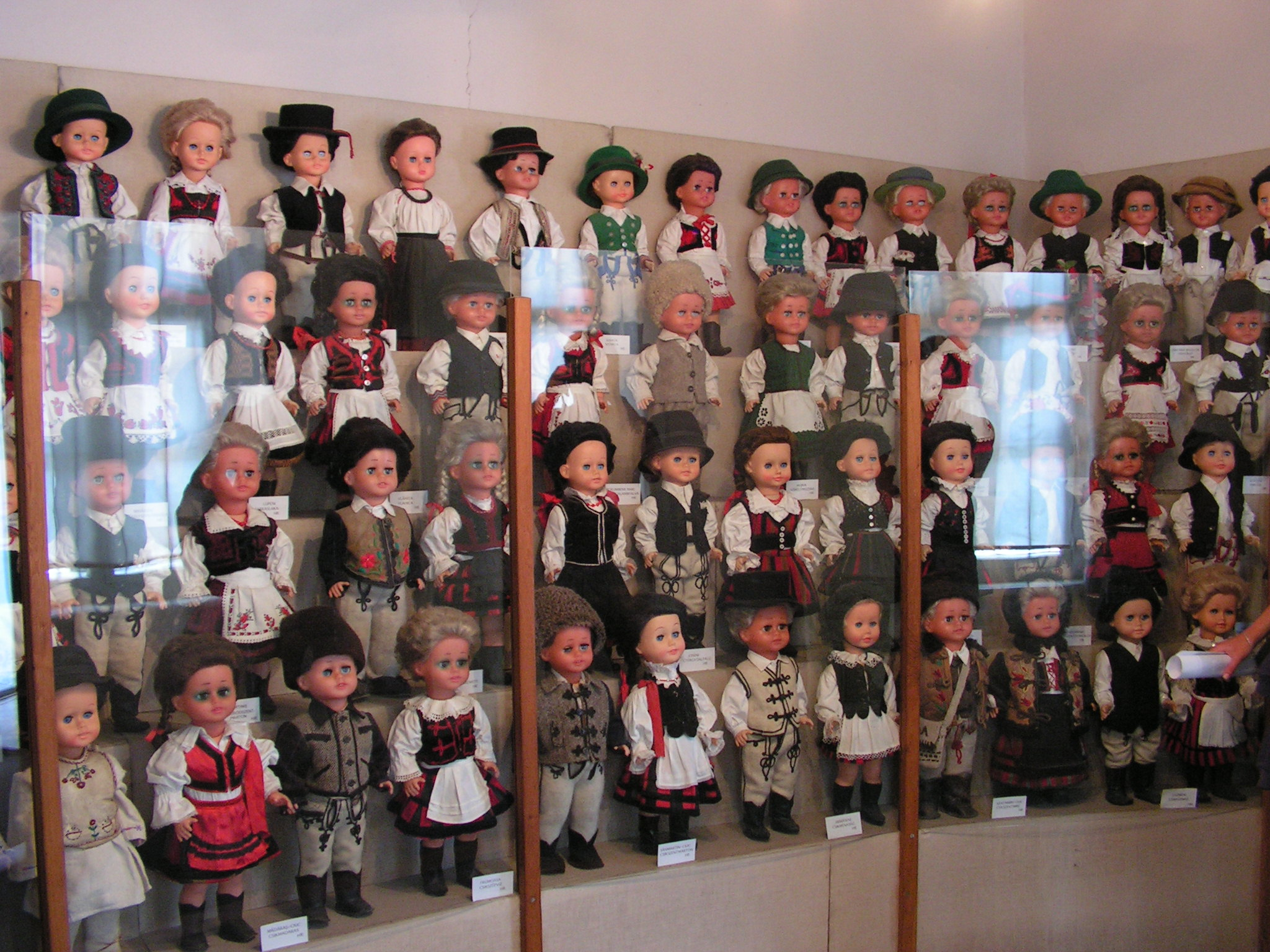
Collection de poupées représentant l'ensemble des tenues traditionnelles de chaque village de la région
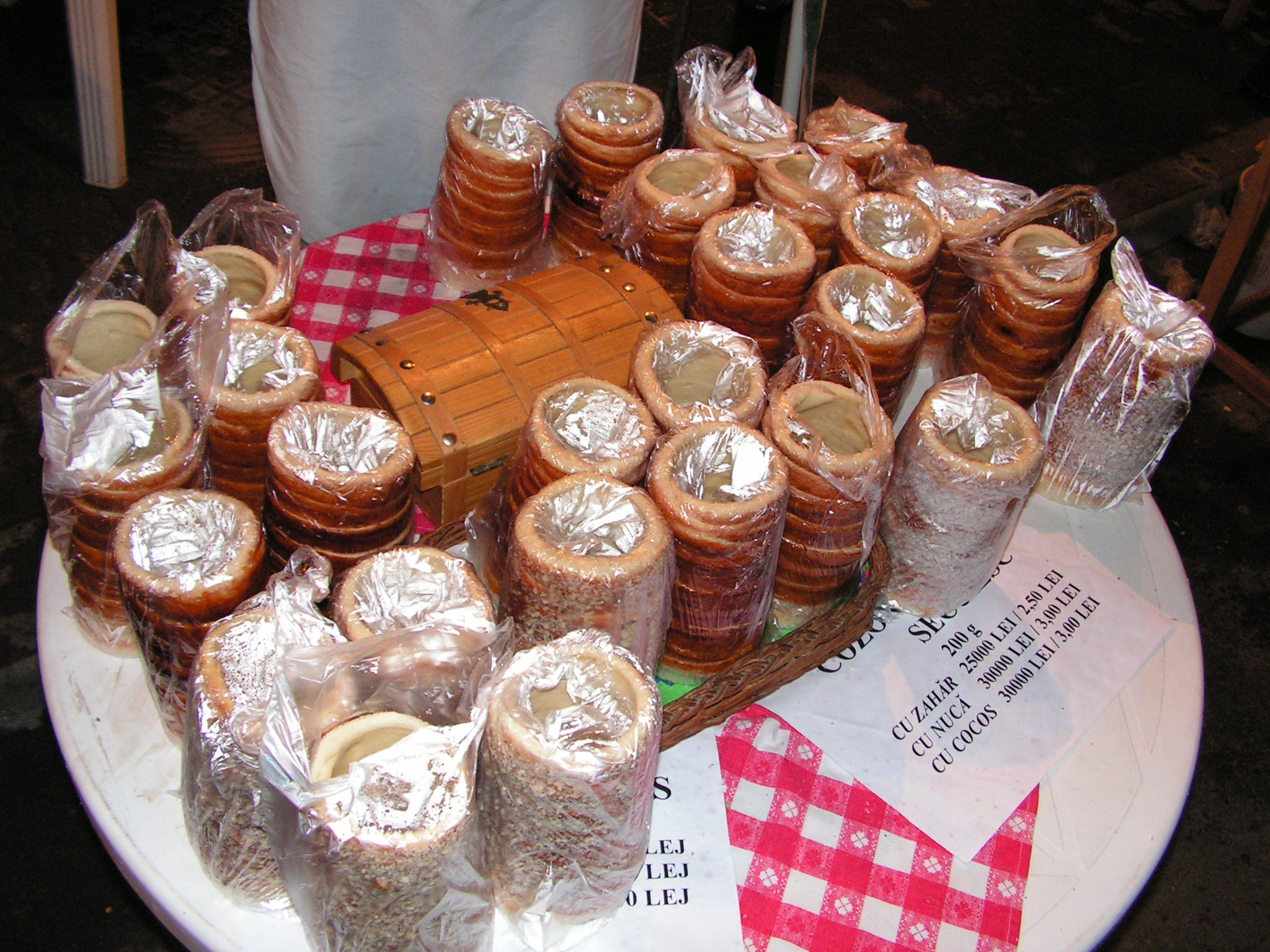
Kürtőskalács, spécialité de la région des Sicules

## Personnalités
- János Balogh
- Tiberiu Ghioane
- Béla Markó
- Roland Niczuly
- Árpád Szántó